# Campionati europei di ciclismo su pista 2023 - Inseguimento a squadre femminile
L'inseguimento a squadre femminile ai Campionati europei di ciclismo su pista 2023 si svolse l'8 e il 9 febbraio 2023 presso il Velodrome Suisse di Grenchen, in Svizzera.

## Risultati

### Qualificazioni
Tutte le otto squadre presenti si sono qualificate al primo turno.
| Pos. | Squadra                                                                     | Tempo    | Distacco | Note |
| ---- | --------------------------------------------------------------------------- | -------- | -------- | ---- |
| 1    | Gran Bretagna Katie Archibald Neah Evans Josie Knight Anna Morris           | 4'11"594 |          | Q    |
| 2    | Italia Elisa Balsamo Martina Fidanza Vittoria Guazzini Letizia Paternoster  | 4'14"227 | +2"633   | Q    |
| 3    | Francia Victoire Berteau Marion Borras Valentine Fortin Marie Le Net        | 4'16"139 | +4"555   | Q    |
| 4    | Germania Franziska Brauße Lisa Klein Mieke Kröger Laura Süßemilch           | 4'16"942 | +5"348   | Q    |
| 5    | Irlanda Lara Gillespie Mia Griffin Kelly Murphy Alice Sharpe                | 4'21"426 | +9"832   | Q    |
| 6    | Svizzera Fabienne Buri Jasmine Liechti Marlen Reusser Aline Seitz           | 4'21"783 | +10"189  | Q    |
| 7    | Spagna Tania Calvo Isabel Ferreres Eukene Larrarte Laura Rodríguez          | 4'28"054 | +16"460  | Q    |
| 8    | Polonia Karolina Karasiewicz Daria Pikulik Wiktoria Pikulik Olga Wanciewicz | 4'28"661 | +17"067  | Q    |

### Primo turno
Gli accoppiamenti delle batterie sono definiti in base ai tempi delle qualificazioni:
- sesta classificata contro settima;
- quinta classificata contro ottava;
- seconda classificata contro terza;
- prima classificata contro prima.

Le squadre vincitrici delle ultime due batterie si qualificano per la finale per la medaglia d'oro. Le altre squadre sono classificate in base al proprio tempo: le 2 migliori si qualificano per la finale per il bronzo.
| Batt. | Pos. | Squadra                                                                     | Tempo    | Note |
| ----- | ---- | --------------------------------------------------------------------------- | -------- | ---- |
| 1     | 1    | Svizzera Fabienne Buri Jasmine Liechti Marlen Reusser Aline Seitz           | 4'21"751 |      |
| 1     | 2    | Spagna Tania Calvo Isabel Ferreres Eukene Larrarte Laura Rodríguez          | 4'26"621 |      |
| 2     | 1    | Irlanda Lara Gillespie Mia Griffin Kelly Murphy Alice Sharpe                | 4'19"705 |      |
| 2     | 2    | Polonia Karolina Karasiewicz Daria Pikulik Wiktoria Pikulik Olga Wanciewicz | 4'23"884 |      |
| 3     | 1    | Italia Elisa Balsamo Martina Fidanza Vittoria Guazzini Letizia Paternoster  | 4'13"191 | QO   |
| 3     | 2    | Francia Victoire Berteau Marion Borras Clara Copponi Valentine Fortin       | 4'13"954 | QB   |
| 4     | 1    | Gran Bretagna Katie Archibald Elinor Barker Neah Evans Josie Knight         | 4'11"079 | QO   |
| 4     | 2    | Germania Franziska Brauße Lisa Klein Mieke Kröger Laura Süßemilch           | 4'15"129 | QB   |

### Finali
| Finale per la medaglia d'oro     |                                                                       |          |        |
| 1                                | Gran Bretagna Katie Archibald Neah Evans Josie Knight Anna Morris     | 4'13"890 |        |
| 2                                | Italia Martina Alzini Elisa Balsamo Martina Fidanza Vittoria Guazzini | 4'16"018 | +2"128 |
| Finale per la medaglia di bronzo |                                                                       |          |        |
| 3                                | Germania Franziska Brauße Lisa Klein Mieke Kröger Laura Süßemilch     | 4'14"402 |        |
| 4                                | Francia Victoire Berteau Marion Borras Clara Copponi Valentine Fortin | 4'15"557 | +1"155 |